# Спајдермен: Пут без повратка
Спајдермен: Пут без повратка (енгл. Spider-Man: No Way Home) је амерички суперхеројски филм из 2021. године, базиран на Марвеловом лику, Спајдермену, ко-продуциран од стране компанија Columbia Pictures и Marvel Studios, док је реализацију радио Sony Pictures. Наставак је филма Спајдермен: Далеко од куће (2019) и 27. је филм Марвеловог филмског универзума. Режију потписује Џон Вотс, према сценарију Криса Макене и Ерика Самерса, док главне улоге тумаче Том Холанд, Зендеја, Бенедикт Камбербач, Џејкоб Баталон, Џон Фавро, Џејми Фокс, Вилем Дафо, Алфред Молина, Бенедикт Вонг, Тони Револори, Мариса Томеј, Ендру Гарфилд и Тоби Магвајер. У филму, Питер Паркер тражи од доктора Стивена Стрејнџа да употреби магију како би његов идентитет као Спајдермена поново постао тајна, након што је откривен свету на крају претходног филма, али ово разбија мултиверзум и дозвољава да пет суперзликоваца из алтернативних стварности, који су се борили против сопствених верзија Спајдермена, дођу у његов универзум.
Трећи филм о Спајдермену, наставак филмова Повратак кући и Далеко од куће, планиран је почетком 2017. године, током продукције првог филма. До августа 2019, преговори између компаније Sony и Marvel Studios-а о измени њиховог договора − према којем заједно продуцирају филмове о Спајдермену − завршени су напуштањем пројекта од стране Marvel Studios-а. Међутим, негативне реакције обожаваоца довеле су до тога да две компаније постигну нови договор месец дана касније. Снимање је почело у октобру 2020. у Њујорку, а продукција се преселила у Атланту касније тог месеца и завршена је у марту 2021. године. Филм истражује концепт мултиверзума и повезује Марвелов филмски универзум са претходним серијалима филмова о Спајдермену, са бројним глумцима — укључујући и претходне глумце који су тумачили Спајдермена, Магвајера и Гарфилда − који понављају своје улоге из филмова о Спајдермену у режији Сема Рејмија и Марка Веба. Повратак Магвајера и Гарфилда био је предмет спекулација, а Sony, Marvel и глумци су покушали да прикрију своју умешаност, упркос бројним случајевима цурења информација.
Филм је премијерно приказан 13. децембра 2021. у Лос Анђелесу, док је у америчке биоскопе пуштен четири дана касније. Широм света је зарадио преко 1,9 милијарди долара и добио је позитивне рецензије критичара, који су нарочито похвалили глуму, хемију између ликова, сценарио, емоционалну тежину, режију, акционе сцене, фотографију и музику. На 94. додели Оскара, филм је био номинован у категорији за најбоље визуелне ефекте. Наставак, Spider-Man: Brand New Day, биће премијерно приказан 2026. године.

## Радња
Недељу дана након што је напад Квентина Бека у Европи заустављен, у јавност је пуштен видео да је Питер Паркер заправо крив за његову смрт што разоткрива Паркеров идентитет Спајдермена. Паркер и Ем Џеј беже од очију јавности у Паркеров стан где налазе Меј и Хогана како раскидају. Одељење за контролу штете хапси Паркера и води на испитивање њега заједно са Меј, Ем Џеј и Недом Лидсом, али Паркер убрзо напушта притвор уз помоћ адвоката Мета Мердока. Паркер, Ем Џеј и Нед се враћају у школу трудећи се да наставе са нормалним животом, али њихове пријаве за колеџ бивају одбијене због контроверзи у вези са Спајдерменом. Уз Спајдермена, сенка пада на читаву Старк Индустрију, славећи Мистерија као хероја.
Паркер одлучи да помоћ затражи од Доктора Стрејнџа и одлази у Санктум Санкторум како би га замолио да створи чаролију која ће учинити да сви забораве ко је заправо Спајдермен. Упркос Вонговом упозорењу, који је сада врховни врач, Стрејнџ одлучи да створи руне заборава. Ипак, стални захтеви Паркера да се чаролија не односи на појединце доводи до тога да се Стрејнџу чаролија отме контроли. Изнервирани Стрејнџ сазна да се Паркер није ни потрудио да упути протестно писмо факултетима и избацује га напоље из Санкторума. Паркер улази у траг чланици управног одбора Масачусетског технолошког института и пресреће је на мосту Александра Хамилтона. Ниоткуда, на мосту се појављује Ото Октавијус који напада Паркера. Током борбе, Доктор Октопус кида део нано-ћелија са Паркеровог одела и схвата да то у ствари није Питер Паркер ког он познаје. Нано-технологија преузима контролу над Октопусовим пипцима и њима сада управља Паркер, али након што га нападне и Норман Озборн Паркер се нађе у Санктум Санкторуму са заробљеним Доктором Октопусом, као и Куртом Конорсом, ког је Стрејнџ детектовао и заробио. Стрејнџ открива да је чаролија пошла наопако и да људи из различитих универзума долазе како би убили Спајдермена сада када знају ко је он. Уз помоћ Ем Џеј и Неда, Паркер успева да пронађе и зароби Макса Дилона и Флинта Марка.
Стрејнџ жели да врати све придошлице у њихове светове у неизбежну судбину тако што ће чаролију затворену у кутију поништити, али Паркер то не жели и сукобљава се са Стрејнџом ког успе да зароби у Димензији Огледала притом односећи кутију. Он ослобађа затворенике и води их у Хоганов стан. Норман Озборн одлучи да затражи помоћ и одлази у прихватилиште где ради Меј Паркер. Паркер успева да поправи чип који је спржен у кичменој мождини Доктора Октопуса што враћа Ота Октавијуса на старо. Када на ред дођу остали, личност Зеленог Гоблина преузима Озборна што охрабрује и Дилона да се препусти својој мрачној страни. У борби са Гоблином, Меј је смртно рањена и подлеже повредама.
Ем Џеј и Лидс случајно отворе портал Стрејнџовим прстеном за портале након чега пожеле да кроз портал пронађу Паркера. Уместо Питера Паркера ког они познају, њих двоје налазе двојицу себи непознатих верзија Питера Паркера. Њих четворо одлазе да нађу Паркера из тог света како би га охрабрили на борбу у Мејину част. Они сарађују на лековима за зликовце и за борбу бирају Кип Слободе, на који се тренутно монтира штит Капетана Америке. Након мука да се боре као тим, Спајдермени налазе начин да из борбе изађу као победници уз помоћ Ота Октавијуса. Уз излечене све зликовце, са изузетком Зеленог Гоблина, Лидс ослобађа Стрејнџа који покуша да задржи пуцање универзума због броја оних који покушавају да дођу до Питера Паркера. У међувремену, у набоју за осветом због Меј, Паркер умало не убије Гоблина, али га зауставља Паркер из Гоблиновог универзума само да би га Гоблин напао и ранио с леђа. Трећи Паркер баца лек за Озборна неповређеном Паркеру и он га убризгава Озборну који се враћа у нормалу. Паркер затражи од Стрејнџа да поправи чаролију тако што ће свима избрисати памћење на њега самог. Паркер и Ем Џеј изјављују љубав једно другом уз захтев Ем Џеј да је пронађе и убеди у љубав испочетка.
Касније, Паркер изнајмљује стан и одлучи да се представи Ем Џеј у кафетерији где она ради, али не успева да јој каже све. Паркер одлази до Мејиног гроба где се среће са Хоганом и заклиње се да ће наставити даље. Одлази у свој стан и креира нови костим Спајдермена како би наставио свој херојски пут.
У завршним сценама: Едију Броку и његовом симбиоту Веному ван њиховог универзума шанкер прича о суперхеројима, Таносу и његовом пуцњу, али док размишљају како да „заштите” овај свет, Брок и Веном бивају повучени у свој свет уз делић симбиота који остаје на шанку.

## Улоге
| Глумац             | Улога                           |
| ------------------ | ------------------------------- |
| Том Холанд         | Питер Паркер / Спајдермен       |
| Зендеја            | Мишел „Ем Џеј” Џоунс            |
| Бенедикт Камбербач | Стивен Стрејнџ / Доктор Стрејнџ |
| Џејми Фокс         | Макс Дилон / Електро            |
| Вилем Дафо         | Норман Озборн / Зелени гоблин   |
| Алфред Молина      | Ото Октавијус / Доктор Октопус  |
| Томас Хејден Черч  | Флинт Марко / Сендмен           |
| Рис Иванс          | Кертис Конорс / Гуштер          |
| Бенедикт Вонг      | Вонг                            |
| Тоби Магвајер      | Питер Паркер / Спајдермен       |
| Ендру Гарфилд      | Питер Паркер / Спајдермен       |
| Мариса Томеј       | Мејбел „Меј” Паркер             |
| Џон Фавро          | Харолд „Хепи” Хоган             |
| Џејкоб Баталон     | Нед Лидс                        |
| Тони Револори      | Јуџин „Флеш” Томпсон            |
| Ангури Рајс        | Бети Брант                      |
| Мартин Стар        | Роџер Херингтон                 |
| Џеј Кеј Симонс     | Џ. Џона Џејмисон                |
| Чарли Кокс         | Мет Мердок / Дердевил           |
| Том Харди          | Еди Брок / Веном                |